# 両備タクシー
両備タクシー（りょうびタクシー）は、かつて存在した両備グループのタクシー・バス事業者「両備ホールディングス株式会社両備タクシーカンパニー」の通称。2020年3月にグループ2社へ分割して事業譲渡された。

## 概要
岡山交通・岡山タクシー（現・岡山両備タクシー）と共に両備グループのタクシー部門を担い、共同配車センター（両備タクシーセンター）を構成していた。岡山市中区藤原、岡山市北区今保、倉敷市中島に営業所を置いていた。
黄色の小型タクシーが主力の車両であった。そのほかには黒色の中型タクシー、ハイヤー仕様の大型タクシー、ハイエースを使用したジャンボタクシーがあった。また岡山県下では唯一、電気自動車（三菱・i-MiEV）を使用した小型タクシーを導入・運行していた。
岡山市と倉敷市でLINEのタクシー配車機能やJapanTaxi配車アプリに対応していた。
「両備タクシー」の名称であるが、小型バスから大型バスまでを保有し、貸切バスの運行も行っていた。
かつては両備運輸の旅客輸送部門であったが、2007年4月の両備ホールディングス発足により社内カンパニー「両備タクシーカンパニー」となった。2020年3月1日付で両備グループはタクシー事業統合を行い、両備タクシーカンパニーは岡山両備タクシーと岡山交通へ分割して事業譲渡された。

## 営業所
- 藤原営業所（岡山市中区藤原）→岡山両備タクシーへ移管
- 今保営業所（岡山市北区今保）→岡山交通へ移管
- 倉敷営業所（倉敷市中島）→岡山交通へ移管

## 関連会社
- 両備ホールディングス株式会社
- 岡山交通株式会社
- 岡山タクシー株式会社 - 現・岡山両備タクシー
- 株式会社両備タクシーセンター
- 株式会社両備エネシス
- 両備グレースタクシー株式会社 - 全国的に珍しい、女性スタッフ中心のタクシー会社。のち岡山両備タクシーの社内カンパニー化。